# Laski (Trzcinica)
Laski (deutsch Laski, 1943–1945 Hirscheck) ist eine Ortschaft mit einem Schulzenamt der Landgemeinde Trzcinica im Powiat Kępiński der Woiwodschaft Großpolen in Polen.

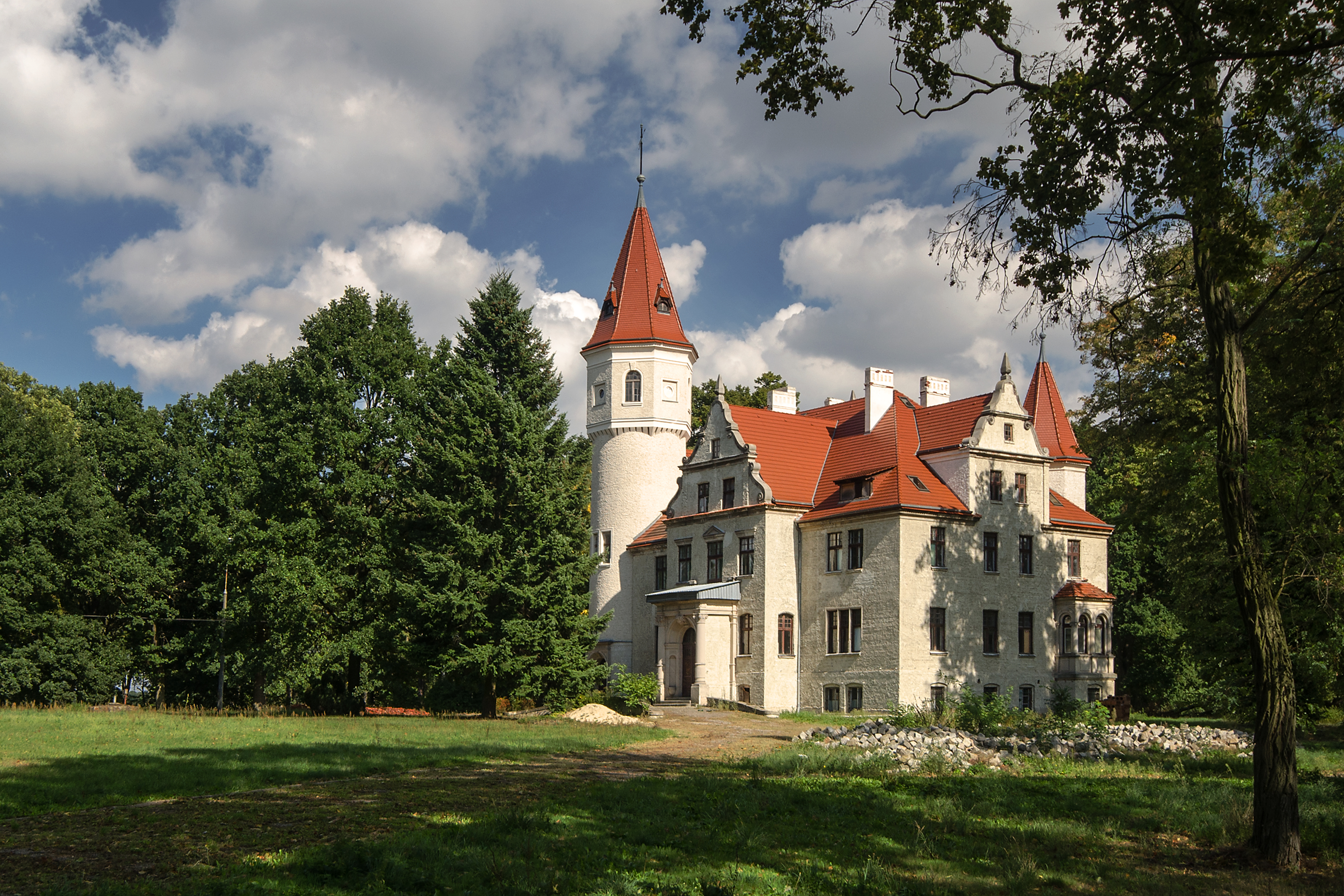
Schloss Laski

## Geschichte
1401 wurde das Gebiet von Ostrzeszów im Bistum Breslau vom polnischen König dauerhaft an das Weluner Land angeschlossen. Ungefähr ab dem Jahr 1420 gehörte es der Woiwodschaft Sieradz.
Der Ort wurde im Jahr 1435 als Lasky, ein Dorf im Besitz von Stogniew, erstmals urkundlich erwähnt. Der Ortsname ist vom Appellativ lasek (Wäldchen) im Plural abgeleitet.
1627 wurde die römisch-katholische Holzkirche gebaut.
Im Zuge der Zweiten Polnischen Teilung kam der Ort 1793 an Preußen. Im 19. Jahrhundert siedelten sich deutsche Protestanten im Dorf an, besonders in der Kolonie Neudorf. 1874 wurde die evangelische Gemeinde Laski-Opatów aus Kępno ausgegliedert. Um 1880 gab es in Laski 146 Häuser mit 996 Einwohnern, davon waren 922 römisch-katholisch, 72 evangelisch und 3 jüdisch. 1879–1883 war der evangelische Pastor Jerzy Badura, der 1879 die Pfarrkirche baute. Am Ende des 19. Jahrhunderts zählte die evangelische Gemeinde Laski-Opatów etwa 1000 verstreute Seelen. Im frühen 20. Jahrhundert entstand eine größere deutsch-evangelische Kolonie im benachbarten Mroczeń (Moorschütz).
Nach dem Ende des Ersten Weltkriegs kam Laski zu Polen, Woiwodschaft Posen. Die evangelische Pfarrgemeinde der Superintendentur Ostrzeszów der Unierten Evangelischen Kirche in Polen zählte im Jahr 1937 330 Mitglieder.
Beim Überfall auf Polen 1939 wurde das Gebiet von den Deutschen besetzt und dem Landkreis Kempen im Reichsgau Wartheland zugeordnet.
Von 1975 bis 1998 gehörte Laski zur Woiwodschaft Kalisz.

## Sehenswürdigkeiten
- Römisch-katholische Holzkirche (1627)
- Ehemalige evangelische Kirche (1879)
- Schloss (1908)
- Arboretum